# 霍哈爾特山 (斯圖拜阿爾卑斯山脈)
47°13′54″N 11°01′51″E / 47.2315673°N 11.0308922°E

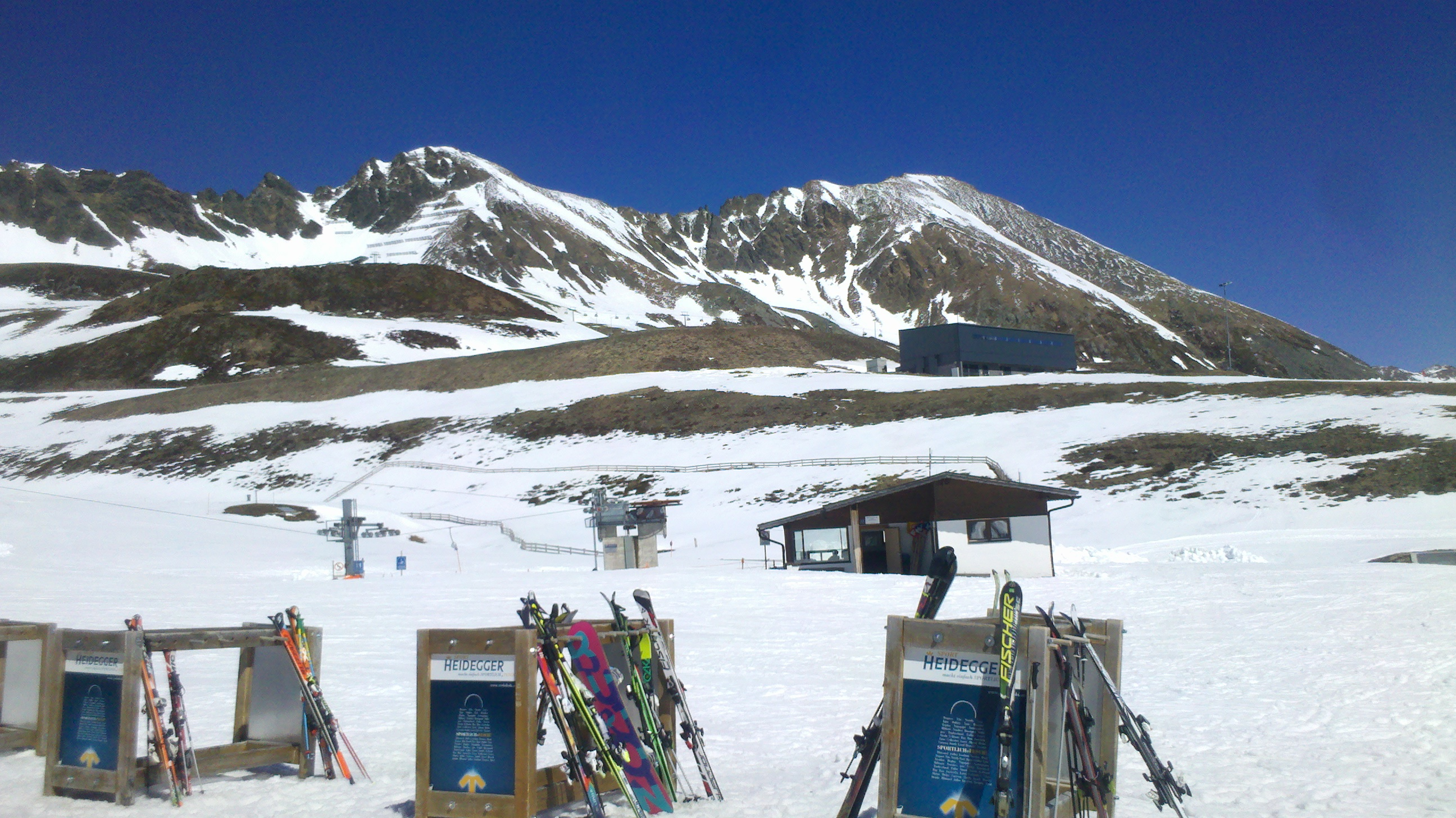

霍哈爾特山（德語：Hochalter），是奧地利的山峰，位於該國西部，由蒂羅爾州負責管轄，屬於斯圖拜阿爾卑斯山脈的一部分，距離穆格科格爾山0.5公里，海拔高度2,678米。